# John Bascom
John Bascom, född den 1 maj 1827 i Genoa, New York, död den 3 oktober 1911 i Williamstown, Massachusetts, var en amerikansk filosof. 
Bascom blev 1849 filosofie doktor samt 1855 teologie doktor och professor i retorik vid Williams College i Williamstown, varjämte han 1856–1864 tjänstgjorde som pastor för en församling. Åren 1874–1887 var han president för Wisconsinuniversitetet i Madison och tillika professor i filosofi där. Därefter beklädde han en lärostol i nationalekonomi vid Williams College. 
Bascom utvecklade mycken styrka som andlig talare. Inom filosofin stod han huvudsakligen på Kants ståndpunkt. Av hans arbeten kan nämnas Political economy (1859), Treatise on æsthetics (1862; ny upplaga 1881), Principles of psychology (1869; ny upplaga 1877), A philosophy of religion (1876), Comparative psychology (1878), Ethics, a science of duty (1879) och Sociology (1887).